# ترس کوراسویس
ترس کوراسویس (به پرتغالی: Três Corações) یک منطقهٔ مسکونی در برزیل است که در مینا ژرایس واقع شده‌است. ترس کوراسویس ۸۲۸٫۰۳۸ کیلومتر مربع مساحت و ۸۰٬۰۰۰ نفر جمعیت دارد و ۸۳۹ متر بالاتر از سطح دریا واقع شده‌است.چون بین سه شهر ریودوژانیرو ، بلوهوریزونته و سائوپائولو واقع شده است به این نام یعنی ، ترس کوراسویس نامیده شده است.